# ناوچه برتاین
| ناوچه فرانسوی برتاین ·  | ناوچه فرانسوی برتاین ·                                                         |
| ----------------------- | ------------------------------------------------------------------------------ |
| برتاین در 7 ژانویه 2007 |                                                                                |
| اطلاعات کلی             |                                                                                |
| نوع کشتی                | ناوچه سبک                                                                      |
| کلاس                    | کلاس فریم                                                                      |
| کشور سازنده             | فرانسه                                                                         |
| ساخت کارخانه            | گروه نیوال                                                                     |
| تاریخ سفارش             | اکتبر 2013                                                                     |
| تاریخ به آب اندازی      | 16 سپتامبر 2016                                                                |
| ورود به ناوگان          | 18 جولای 2018                                                                  |
| مشخصات                  |                                                                                |
| طول کشتی                | 142 متر                                                                        |
| پهنای بدنه              | 19/8 متر                                                                       |
| ارتفاع ستون             | آبخور 5 متر                                                                    |
| بارگیری استاندارد       | 6000 تن                                                                        |
| حداکثر ظرفیت بارگیری    | 6000 تن                                                                        |
| نوع موتور               | موتور ام‌تی‌یو فریدریشسهافن با قدرت 2/2 مگاوات                                   |
| تعداد خدمه              | 145 نفر                                                                        |
| سرعت                    | حداکثر:27 گره معادل 50 کیلومتر بر ساعت اقتصادی:۱۵ گره معادل ۲۸ کیلومتر بر ساعت |
| برد عملیاتی             | ۱۱۰۰۰ کیلومتر معادل ۶۰۰۰ ناتیکال مایل                                          |
| جنگ‌افزارها              |                                                                                |
| توپخانه                 | اوتو ملارا ۷۶م‌م                                                                |
| سیستم موشکی             | ۱۶ سلول پرتاب موشک سایه توفان ۸ موشک ضد کشتی اگزوست ۲ لوله اژدر افکن ام یو ۹۰  |
| رادار                   | رادار آرایه فازی غیرفعال هراکلس                                                |
| موشک دفاع هوایی         | ۱۶ سلول پرتاب موشک آستر ۱۵ یا ۳۰ ۲ سیستم ۲۰ میلی‌متری ریموت کنترل               |
| هواگردهای قابل حمل      | ۱ بالگرد ان‌اچ‌اینداستریز ان‌اچ۹۰                                                 |
| سرنوشت                  |                                                                                |

ناوچه برتاین با شماره شناسایی دی ۶۵۵ یک ناوچه کلاس فریم نیروی دریایی فرانسه است.

## ساخت
برتاین به عنوان بخشی از یک برنامه ساخت ناوچه مشترک ایتالیایی-فرانسوی معروف به کلاس فریم توسعه یافت. ناوچه برتاین در سال ۲۰۱۳ سفارش و در سال ۲۰۱۶ به آب انداخته شد. این ناوچه در فوریه سال ۲۰۱۹ وارد خدمت شد.
برخلاف مدل‌های قبلی ناوچه‌های کلاس فریم، برتاین دارای سلول‌های پرتاب بزرگتر است که می‌تواند موشک‌های سطح به هوای بزرگ‌تر آستر ۳۰ را در خود جای دهند. این امر قابلیت دفاع هوایی منطقه ای بالقوه را برای این ناوچه افزایش می‌دهد.
ناوچه برتاین در آگوست ۲۰۲۲ برای اسکورت رزمناو روسی مارشال اوستینوف و ناوشکن دریاسالار کولاکوف در حین عبور از خلیج بیسکای به مدیترانه اعزام شد.